# Tombe du Maître des Olympiades
La tombe du Maître des Olympiades (en italien : « Tomba del maestro delle Olimpiadi »)  est l'une des tombes étrusques peintes  de la nécropole de Monterozzi, près de Tarquinia. 

## Description
La tombe a été découverte en 1961 et daterait du VIe siècle av. J.-C.
Il s'agit d'une tombe unique a camera, une chambre rectangulaire avec un plafond à deux penchants  et à columen décoré de petites fleurs rouges. 
Les fresques dont les figures se succèdent le long des parois ne semblent pas constituer une série narrative cohérente mais plutôt un ensemble décoratif.
Les décors comprennent en alternance, des chevaux, des cavaliers, des athlètes nus en train de courir, les uns en face des autres. Dans les semi-tympans, à droite et à gauche apparaît la figure d'un lion rouge dont la crinière est bleu azur occupé à dévorer un cervidé.